# Sápmi Salasta

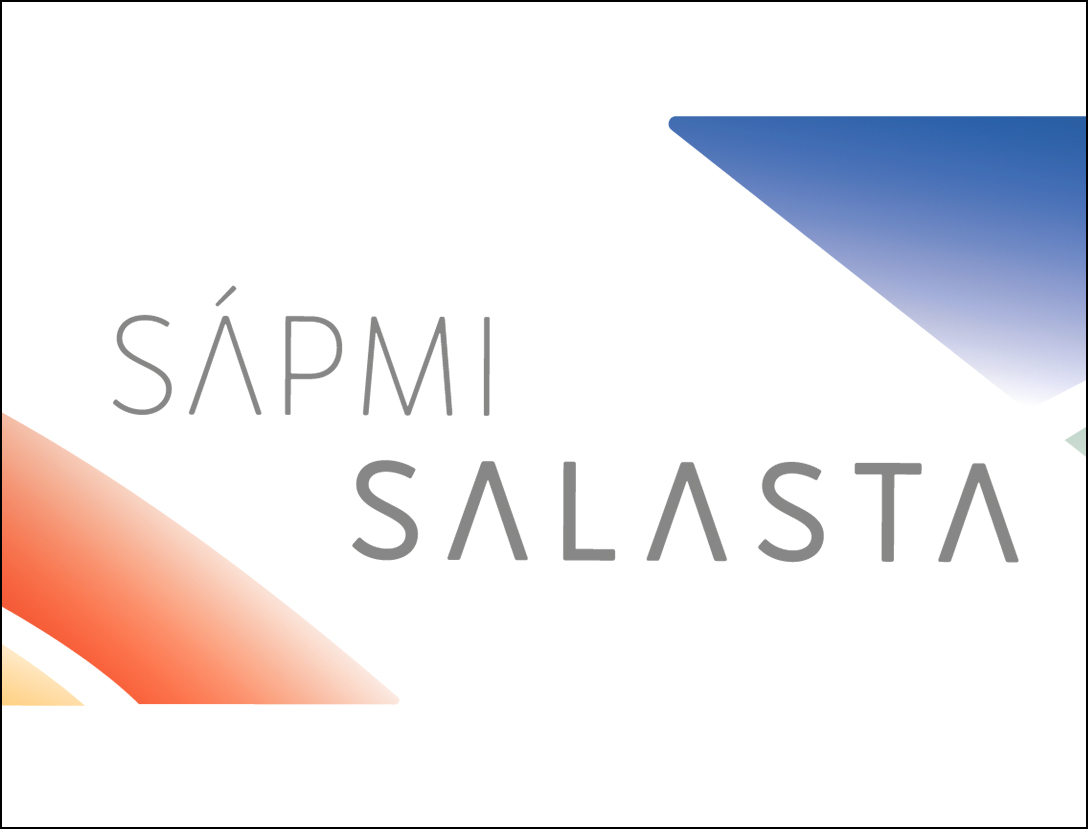
Sápmi Salastas logo.

Sápmi Salasta (Sápmi omfamnar) är ett internationellt residensprogram för dagens urfolkskonstnärer. Programmet startades 2018 på initiativ av konstnären Tomas Colbengtson.